# Dalbergia oliveri
Dalbergia oliveri är en ärtväxtart som beskrevs av David Prain. Dalbergia oliveri ingår i släktet Dalbergia, och familjen ärtväxter. IUCN kategoriserar arten globalt som starkt hotad. Inga underarter finns listade i Catalogue of Life.